# Rijtsemjávrátja
Rijtsemjávrátja, enligt tidigare ortografi Ritjemjauratjah, är en sjö i Gällivare kommun i Lappland och ingår i Luleälvens huvudavrinningsområde. Sjön har en area på 0,438 kvadratkilometer och ligger 695 meter över havet. Södra halvan av Rijtsemjávrátja ligger i Stora Sjöfallet Natura 2000-område. Naturnamnsefterledet jávrátja syftar på en samling närliggande småsjöar, så ur samiskt perspektiv går flera mindre sjöar i samma område under samma namn, något som inte återspeglas i Sjöregistret som betraktar varje sjö som en egen enhet.

## Delavrinningsområde
Rijtsemjávrátja ingår i det delavrinningsområde (751540-157070) som SMHI kallar för Mynnar i Akkajaure. Medelhöjden är 758 meter över havet och ytan är 32,63 kvadratkilometer. Det finns inga avrinningsområden uppströms utan avrinningsområdet är högsta punkten. Rijtsemjåhkå som avvattnar avrinningsområdet har biflödesordning 2, vilket innebär att vattnet flödar genom totalt 2 vattendrag innan det når havet efter 354 kilometer. Avrinningsområdet består mestadels av skog (26 procent) och kalfjäll (72 procent). Avrinningsområdet har 0,74 kvadratkilometer vattenytor vilket ger det en sjöprocent på 2,3 procent.